# 豊間漁港
豊間漁港（とよまぎょこう）は、福島県いわき市にある第二種漁港である。

## 概要
いわき市中部、塩屋埼南側の平豊間に位置する豊間地区と、そこから平薄磯を挟み富神岬北側の平沼ノ内に位置する沼ノ内地区の離れた2か所がまとめて指定されている漁港である。豊間地区は1903年に豊間漁協が設立され塩屋埼南側の岩礁地帯に泊地工事がなされ、その後沖防波堤が建設された。1950年に当時の石城郡豊間町により南北防波堤が築造された。翌年福島県管理となり漁港整備計画に基づき係留施設などが整備された。一方沼ノ内地区は地元住民が磯漁業に従事していたほかは戦後まで港湾施設はなく、1953年に福島県によって南防波堤が整備されて以降、1955年に漁港機能が備わった。以後沿岸漁業の発展とともに泊地拡張や防波堤増設が行われてきた。いわき市漁業協同組合沼ノ内支所が置かれ、沼ノ内魚市場が設置されている。2019年1月より魚市場では朝市が開催されるようになった。かつてはいわき市漁協豊間支所も存在したが、沼ノ内支所に統合されている。

## 沿革
- 1951年7月10日 - 第2種漁港に指定され、漁港整備計画が策定される。
- 2011年3月11日 - 東日本大震災に伴う津波により被災。

## 漁業種別
- 小型底引き網漁（しらす・ほっき貝）
- 採取漁（ウニ・アワビ）

## 周辺
- 福島県道382号豊間四倉線

豊間地区
- 豊間海水浴場
- 塩屋埼
  - 塩屋埼灯台

沼ノ内地区
- 賢沼寺（沼ノ内弁財天）
- 富神岬
  - 賽の河原